# Paus Benedictus IV
Benedictus IV (Rome, geboortedatum onbekend - Rome, juli 903) was paus van 900 tot 903.
Benedictus was een zoon van Mammalus, een burger van Rome. Hij werd door Frodoard, historicus uit de tiende eeuw, geprezen om zijn afkomst en om zijn liefdadigheid.
Benedictus IV volgde de lijn van paus Formosus (891–896). In 901 kroonde hij Lodewijk de Blinde tot keizer. In datzelfde jaar werd Boudewijn II van Vlaanderen (879–918), door hem geëxcommuniceerd voor de moord op de aartsbisschop van Reims. Benedictus IV stierf in de zomer van 903.
Cursief: tegenpaus